# Björn Gieseck
Björn Gieseck (* 3. August 1975 in Hagen) ist ein ehemaliger deutscher Basketballspieler. Der 2,06 Meter lange Innenspieler stand während seiner Laufbahn bei Bayer 04 Leverkusen und DJK Würzburg in der Basketball-Bundesliga unter Vertrag. Sein Bruder Robin spielte ebenfalls in der Bundesliga.

## Laufbahn
Gieseck, der als Jugendlicher in die Auswahlmannschaften des Deutschen Basketball Bundes berufen wurde, spielte für Brandt Hagen und ab 1992 Bayer 04 Leverkusen, wurde mit Bayer 1993 und 1995 deutscher Meister, ehe er 1995 in die Vereinigten Staaten ging und bis 1999 an der Butler University Basketball spielte und studierte. Er stand für Butler in 108 Spielen auf dem Parkett und erzielte im Durchschnitt 3,8 Punkte sowie 2,3 Rebounds je Begegnung.
Während der Saison 1998/99 kehrte Gieseck nach Leverkusen zurück und spielte zwei Jahre lang für die Rheinländer in der Basketball-Bundesliga sowie im Europapokal. In der Saison 2001/02 spielte er zunächst beim Bundesliga-Konkurrenten DJK Würzburg und wechselte innerhalb des Spieljahres zum OSC Magdeburg in die 2. Basketball-Bundesliga.
Anschließend spielte Gieseck bis 2007 bei den Düsseldorf Magics in der zweiten Liga, war dort Mannschaftskapitän und parallel dazu als Marketingleiter der Mannschaft beschäftigt. In der Saison 2007/08 wechselte er ins Trainerfach und betreute ein Jahr lang den Regionalligisten NVV Lions Mönchengladbach als Cheftrainer. Später war er noch als Spieler für den Oberligisten BG Monheim aktiv.
Hauptberuflich wurde Gieseck als Finanzberater tätig.